# Natação no Campeonato Mundial de Esportes Aquáticos de 2022 - 50 m peito masculino
A prova dos 50 metros peito masculino da natação no Campeonato Mundial de Esportes Aquáticos de 2022 ocorreu nos dias 20 e 21 de junho, em Budapeste, na Hungria.

## Recordes
Antes desta competição, os recordes mundiais e do campeonato nesta prova eram os seguintes:
| Tipo                  | Atleta     | Tempo  | Local     | Data                |
| --------------------- | ---------- | ------ | --------- | ------------------- |
|                       | Adam Peaty | 25s 95 | Budapeste | 25 de julho de 2017 |
| Recorde do campeonato | Adam Peaty | 25s 95 | Budapeste | 25 de julho de 2017 |

## Medalhistas
| Ouro           | Prata                    | Bronze               |
| Nic Fink (USA) | Nicolò Martinenghi (ITA) | Michael Andrew (USA) |

## Cronograma
Todos os horários são locais (UTC+2). 
| Data        | Hora  | Evento        |
| ----------- | ----- | ------------- |
| 20 de junho | 09:00 | Eliminatórias |
| 20 de junho | 18:34 | Semifinal     |
| 21 de junho | 19:11 | Final         |

## Resultados

### Eliminatórias
Esses foram os resultados das eliminatórias. A prova foi realizada no dia 20 de junho com início às 09:00.
| Pos. | Bateria | Raia | Nadador                     | Nacionalidade                   | Tempo | Notas            |
| ---- | ------- | ---- | --------------------------- | ------------------------------- | ----- | ---------------- |
| 1    | 7       | 4    | Nicolò Martinenghi          | Itália                          | 26.68 | Q                |
| 2    | 6       | 4    | Michael Andrew              | Estados Unidos                  | 26.71 | Q                |
| 3    | 7       | 5    | João Gomes Júnior           | Brasil                          | 26.75 | Q                |
| 4    | 5       | 4    | Nic Fink                    | Estados Unidos                  | 26.85 | Q                |
| 5    | 5       | 3    | Lucas Matzerath             | Alemanha                        | 27.01 | Q                |
| 6    | 6       | 2    | Bernhard Reitshammer        | Áustria                         | 27.12 | Q,               |
| 7    | 7       | 7    | Yan Zibei                   | China                           | 27.15 | Q                |
| 8    | 5       | 5    | Simone Cerasuolo            | Itália                          | 27.17 | Q                |
| 9    | 6       | 3    | Felipe França Silva         | Brasil                          | 27.22 | Q                |
| 10   | 5       | 6    | Kristian Pitshugin          | Israel                          | 27.45 | Q                |
| 11   | 6       | 7    | Caspar Corbeau              | Países Baixos                   | 27.48 | Q                |
| 12   | 5       | 7    | Choi Dong-yeol              | Coreia do Sul                   | 27.55 | Q                |
| 13   | 6       | 5    | Emre Sakçı                  | Turquia                         | 27.56 | Q                |
| 14   | 5       | 2    | Andrius Šidlauskas          | Lituânia                        | 27.62 | Q                |
| 15   | 4       | 2    | Mikel Schreuders            | Aruba                           | 27.64 | Q,               |
| 15   | 7       | 2    | Peter John Stevens          | Eslovênia                       | 27.64 | Q                |
| 17   | 5       | 8    | Antoine Viquerat            | França                          | 27.68 |                  |
| 18   | 7       | 3    | Itay Goldfaden              | Israel                          | 27.87 |                  |
| 19   | 7       | 8    | Arkadios Aspougalis         | Grécia                          | 27.88 |                  |
| 20   | 7       | 9    | Denis Petrashov             | Quirguistão                     | 27.89 | Recorde nacional |
| 21   | 7       | 6    | André Klippenberg Grindheim | Noruega                         | 27.90 |                  |
| 22   | 6       | 8    | Grayson Bell                | Austrália                       | 27.91 |                  |
| 23   | 6       | 6    | Youssef El-Kamash           | Egito                           | 27.92 |                  |
| 24   | 4       | 4    | Maksym Ovchinnikov          | Ucrânia                         | 27.99 |                  |
| 25   | 4       | 1    | Nicholas Mahabir            | Singapura                       | 28.11 |                  |
| 26   | 4       | 3    | Brenden Crawford            | África do Sul                   | 28.21 |                  |
| 27   | 4       | 8    | Samy Boutouil               | Marrocos                        | 28.22 | Recorde nacional |
| 28   | 5       | 1    | Olivér Gál                  | Hungria                         | 28.26 |                  |
| 29   | 5       | 0    | Wu Chun-feng                | Taipé Chinesa                   | 28.34 |                  |
| 30   | 7       | 1    | Renato Prono                | Paraguai                        | 28.41 |                  |
| 31   | 3       | 2    | Constantin Malachi          | Moldávia                        | 28.43 | Recorde nacional |
| 32   | 6       | 1    | Izaak Bastian               | Bahamas                         | 28.47 |                  |
| 33   | 7       | 0    | Édgar Crespo                | Panamá                          | 28.59 |                  |
| 34   | 3       | 7    | Adrian Robinson             | Botswana                        | 28.61 |                  |
| 35   | 4       | 6    | Aibek Kamzenov              | Cazaquistão                     | 28.70 |                  |
| 36   | 4       | 0    | Andrés Martijena            | República Dominicana            | 28.78 |                  |
| 37   | 4       | 7    | Phạm Thanh Bảo              | Vietname                        | 28.90 |                  |
| 38   | 4       | 5    | Martin Melconian            | Uruguai                         | 28.93 |                  |
| 39   | 4       | 9    | Kito Campbell               | Jamaica                         | 29.06 |                  |
| 40   | 1       | 1    | Kledi Kadiu                 | Albânia                         | 29.15 |                  |
| 41   | 2       | 4    | Tasi Limtiaco               | Estados Federados da Micronésia | 29.23 |                  |
| 42   | 3       | 4    | Matthew Lawrence            | Moçambique                      | 29.25 |                  |
| 43   | 3       | 0    | Jonathan Raharvel           | Madagáscar                      | 29.50 |                  |
| 44   | 3       | 9    | Abobakr Abass               | Sudão                           | 29.69 |                  |
| 45   | 3       | 6    | Rashed Al-Tarmoom           | Kuwait                          | 29.70 |                  |
| 46   | 3       | 3    | Sébastien Kouma             | Mali                            | 29.94 |                  |
| 47   | 2       | 6    | Tendo Mukalazi              | Uganda                          | 30.03 |                  |
| 48   | 3       | 8    | Giacomo Casadei             | San Marino                      | 30.07 |                  |
| 49   | 1       | 7    | Filippos Iakovidis          | Chipre                          | 30.13 |                  |
| 50   | 3       | 1    | Arnoldo Herrera             | Costa Rica                      | 30.14 |                  |
| 51   | 2       | 2    | Kumaren Naidu               | Zâmbia                          | 31.00 |                  |
| 52   | 2       | 7    | Fahim Anwari                | Afeganistão                     | 31.70 |                  |
| 53   | 1       | 5    | Slava Sihanouvong           | Laos                            | 31.80 |                  |
| 54   | 2       | 9    | Jion Hosei                  | Palau                           | 34.92 |                  |
| 55   | 1       | 3    | Basem Rashed                | Iêmen                           | 38.14 |                  |
| 56   | 1       | 8    | Daoud Ali Haroun            | Djibuti                         | 39.58 |                  |
| 57   | 2       | 1    | Refiloe Chopho              | Lesoto                          | 40.56 |                  |
| 58   | 1       | 2    | Zandanbal Gunsennorov       | Mongólia                        | DSQ   | DSQ              |
| 58   | 1       | 4    | Higinio Obama               | Guiné Equatorial                | DSQ   | DSQ              |
| 58   | 2       | 3    | Filipe Gomes                | Malawi                          | DSQ   | DSQ              |
| 58   | 2       | 5    | Julio Calero                | Cuba                            | DSQ   | DSQ              |
| 58   | 2       | 8    | Asdad Fenelus               | Haiti                           | DSQ   | DSQ              |
| 58   | 5       | 9    | Lyubomir Epitropov          | Bulgária                        | DSQ   | DSQ              |
| 58   | 6       | 0    | Julio Horrego               | Honduras                        | DSQ   | DSQ              |
| 58   | 6       | 9    | James Dergousoff            | Canadá                          | DSQ   | DSQ              |
| 58   | 1       | 6    | Fabrice Mopama              | República Democrática do Congo  | DNS   | DNS              |
| 58   | 2       | 0    | Patrick Amegashie           | Togo                            | DNS   | DNS              |
| 58   | 3       | 5    | Luis Weekes                 | Barbados                        | DNS   | DNS              |

### Semifinal
Esses foram os resultados das semifinais. A prova foi realizada no dia 20 de junho com início às 18:34.
| Pos. | Bateria | Raia | Nadador              | Nacionalidade  | Tempo | Notas            |
| ---- | ------- | ---- | -------------------- | -------------- | ----- | ---------------- |
| 1    | 2       | 4    | Nicolò Martinenghi   | Itália         | 26.56 | Q                |
| 2    | 1       | 4    | Michael Andrew       | Estados Unidos | 26.73 | Q                |
| 3    | 1       | 5    | Nic Fink             | Estados Unidos | 26.74 | Q                |
| 4    | 2       | 3    | Lucas Matzerath      | Alemanha       | 26.99 | Q                |
| 5    | 1       | 6    | Simone Cerasuolo     | Itália         | 27.01 | Q                |
| 6    | 2       | 6    | Yan Zibei            | China          | 27.07 | Q                |
| 7    | 1       | 3    | Bernhard Reitshammer | Áustria        | 27.11 | Q,               |
| 8    | 2       | 2    | Felipe França Silva  | Brasil         | 27.20 | Q                |
| 9    | 1       | 7    | Choi Dong-yul        | Coreia do Sul  | 27.34 |                  |
| 10   | 2       | 1    | Emre Sakçı           | Turquia        | 27.37 |                  |
| 11   | 1       | 2    | Kristian Pitshugin   | Israel         | 27.42 |                  |
| 12   | 2       | 7    | Caspar Corbeau       | Países Baixos  | 27.44 |                  |
| 13   | 2       | 8    | Mikel Schreuders     | Aruba          | 27.52 | Recorde nacional |
| 14   | 1       | 1    | Andrius Šidlauskas   | Lituânia       | 27.54 |                  |
| 15   | 1       | 8    | Peter John Stevens   | Eslovênia      | 27.71 |                  |
| –    | 2       | 5    | João Gomes Júnior    | Brasil         | DSQ   | DSQ              |

### Final
A final foi realizada em 21 de junho às 19:11.
| Pos.              | Raia | Nadador              | Nacionalidade  | Tempo | Notas            |
| ----------------- | ---- | -------------------- | -------------- | ----- | ---------------- |
| Medalha de ouro   | 3    | Nic Fink             | Estados Unidos | 26.45 | Recorde nacional |
| Medalha de prata  | 4    | Nicolò Martinenghi   | Itália         | 26.48 |                  |
| Medalha de bronze | 5    | Michael Andrew       | Estados Unidos | 26.72 |                  |
| 4                 | 1    | Bernhard Reitshammer | Áustria        | 26.94 | Recorde nacional |
| 5                 | 2    | Simone Cerasuolo     | Itália         | 26.98 |                  |
| 6                 | 6    | Lucas Matzerath      | Alemanha       | 27.10 |                  |
| 7                 | 7    | Yan Zibei            | China          | 27.18 |                  |
| 8                 | 8    | Felipe França Silva  | Brasil         | 27.42 |                  |

Legenda
| Recorde mundial       | Recorde mundial (World record)               |                       | Recorde africano                      | Recorde africano (African) |                                           | Q | Classificado por posição (Qualified) |
| Recorde do campeonato | Recorde do campeonato (Championship record)  | Recorde da América    | Recorde da América (Americas)         | q                          | Classificado por melhor tempo (Qualified) |   |                                      |
| Melhor marca do ano   | Melhor marca do ano (World leading)          | Recorde asiático      | Recorde asiático (Asian)              | DNS                        | Não largou (Did not start)                |   |                                      |
| Recorde nacional      | Recorde nacional (National record)           | Recorde europeu       | Recorde europeu (European)            | DNF                        | Não terminou (Did not finish)             |   |                                      |
| Recorde pessoal       | Recorde pessoal do atleta (Personal best)    | Recorde da Oceania    | Recorde da Oceania (Oceania)          | DSQ / DQ                   | Desclassificado (Disqualified)            |   |                                      |
| Recorde da temporada  | Recorde da temporada do atleta (Season best) | Recorde sul-americano | Recorde sul-americano (South America) | NM                         | Sem marca (No mark)                       |   |                                      |